# Imma melotoma
Imma melotoma är en fjärilsart som beskrevs av Edward Meyrick 1906. Imma melotoma ingår i släktet Imma och familjen Immidae. Inga underarter finns listade i Catalogue of Life.